# Noche sobre Chile
Noche sobre Chile (ruso: Ночь над Чили) es una película soviética de 1977, codirigida por Sebastián Alarcón y Aleksandr Kosarev. Participó en el 10º Festival Internacional de Cine de Moscú, donde ganó el Premio Especial del Jurado. Fue filmada en Bakú y en el Estadio Olímpico Luzhniki.

## Argumento
La película se desarrolla durante el Golpe de Estado de 1973, y sus días inmediatamente siguientes. La trama sigue la historia de Manuel, un arquitecto sin afiliación política que es detenido sin orden judicial, y llevado al campo de prisioneros del Estadio Nacional. Allí presencia las torturas a las que son sometidos los detenidos. Cuando llega su turno los militares le ofrecen colaborar con el régimen, a lo que Manuel se niega, ya que ha comprendido que no se puede ser neutral frente a la dictadura.

## Reparto
- Grigore Grigoriu como Manuel Valdiva
- Baadur Tsuladze como el esposo de María.
- Giuli Chokhonelidze como Juan González
- Islam Kaziyev como Oficial de la Junta
- Sadikh Huseynov como Rolando Machuk
- Vytautas Chancelloris como Don Carlos
- Roman Khomyatov como Oficial de la Junta
- Victor Socki-Voynicescu como Domingo
- Mircea Socki-Voynicescu como Roberto
- Vsevolod Gavrilov como Padre
- Nartai Begalin como Soldado
- Maria Sagaydak como Esperanza
- Sebastián Alarcón como Sargento

## Premios
- Premio especial del Festival Internacional de Cine de Moscú, 1977[2]

## Producción
La película fue filmada íntegramente en la Unión Soviética, en locaciones en Bakú, que fue adaptada para simular Santiago. El Estadio Nacional fue recreado a partir del Estadio Luzhniki de Moscú.